# Dömsöd
Dömsöd är en ort i Ungern.   Den ligger i provinsen Pest, i den centrala delen av landet, 50 km söder om huvudstaden Budapest. Dömsöd ligger 97 meter över havet och antalet invånare är 5 942.
Terrängen runt Dömsöd är mycket platt. Runt Dömsöd är det ganska tätbefolkat, med 78 invånare per kvadratkilometer. Närmaste större samhälle är Dunaújváros, 14,9 km söder om Dömsöd. Trakten runt Dömsöd består till största delen av jordbruksmark.